# Бахмутський державний краєзнавчий музей
Комунальний заклад культури «Бахмутський краєзнавчий музей» — один з найвідоміших краєзнавчих музеїв сходу України, перший краєзнавчий музей Донецької губернії у часи, коли Бахмут був її губернським містом.

## Історія створення
Музей створений в Бахмуті 1923 року за ініціативою лікаря-епідеміолога та зоолога, зокрема орнітолога Бориса Вальха.
В основу експозиції музею лягли особисті експонати Вальха. Артемівський окружний музей імені товариша Артема почав діяти в грудні 1923 року з нагоди відкриття пам'ятника Артему (Сергєєву). Його експозицію розмістили в будинку на вул. Миру, 25. Музей перебував у безпосередньому віданні окрполітосвіти та утримувався державним коштом з бюджету. Штатний розпис налічував три одиниці — завідувач, сторож та прибиральниця. Очолив цей заклад Б. С. Вальх. (Принь, 2011).
1941 року музей спалили нацистські окупанти.
У 1962 році відновлений на громадських засадах як Бахмутський історико-краєзнавчий музей. У 1967 році музей одержав статус народного. У 1989 році музей став державним.
З 1980-х років музей працює в історичному будинку 1911 року промисловця Веніаміна Французова (сучасна адреса — вул. Незалежності 26), який залишив цей будинок під час революції. Будівля в стилі пізнього модерну є пам'яткою історії та архітектури. 1919 року тут був штаб оборони міста від денікінців. У Другій світовій війні цей будинок серйозно не постраждав. Після війни в ньому працювала експедиція № 1 Міністерства геології УРСР.
З 2018 року музей знаходився на реконструкції.
В ході битви за Бахмут музей було пошкоджено. Існують дані про його евакуацію.

## Сучасний стан колекцій
Експозиція музею виставлена у 14 залах. 12 із цих залів — основна експозиція, а в інших залах розташовані тематичні кімнати-музеї:
- Зал 1. Природа Бахмутського краю.
- Зал 2. Наш край у стародавності й у Середні століття.
- Зал 3. Бахмут в XI столітті.
- Зал 4. Життя й побут селян до революції.
- Зал 5. Бахмут на початку XX століття.
- Зал 6. Наш край в 1917—1921 роках.
- Зал 7. Наш край в 1921—1941 роках.
- Зал 8. Артемівськ у роки Другої Світової війни.
- Зал 9. Артемівськ в 1945—1991 роках.
- Зал 10. Артемівськ в 1991—2004 роках.
- Зал 11. Стародавні монети й паперові гроші.
- Зал 12. Артемівськ літературний.
- Зал 13. Меморіальна кімната-музей Миколи Федоровича Чернявського.
- Зал 14. Етнографічний музей історії й культури єврейської громади Бахмута-Артемівська.

Усього у фондах музею зберігається 30 тисяч експонатів, третина з яких становлять основний фонд, а інші є науково-допоміжними.
Серед експонатів музею скам'янілі тварини й рослини, знаряддя первісних людей, вирізка поховання зрубної культури, предмети салтівської культури, експонати, стосовні до шостого сторожу Бахмутської, солеварням на ріці Бахмутка, Бахмутської фортеці, Артемівському аероклубу, німецької окупації й іншим подіям, пов'язаним з історією міста і краю.
У залі «Артемівськ літературний» виставлені особисті речі В. Гаршина, М. Чернявського, В. Сосюри, Б. Горбатова, П. Байдебури, Л. Каменецького, В. Замкового. Поетові Миколі Федоровичу Чернявському виділений окрема кімната-музей.
Музей регулярно здійснює археологічні й етнографічні експедиції, видавничу діяльність. При музеї працює Артемівське відділення Союзу краєзнавців України.